# آهسته با گل سرخ
آهسته با گل سرخ نمایشنامه‌ای است از اکبر رادی.

## خلاصه داستان
یک: پاییز ۱۳۵۷ است، منزل عبدالحسین‌خان دیلمی. عبدالحسین‌خان که تاجر چای است، به‌خاطر اعتصابات بازار، سه روز است که به حجره نرفته. او ناراحت از رفتنِ رمضان، نوکرشان، که به دنبال شورِ انقلابی، آنجا را ترک کرده؛ از سیامک پسرِ کوچکش که محصّل است، می‌خواهد تا کمک مادرش شمسی باشد. عبدالحسین‌خان، نگران از اوضاع نابسامانِ مملکت مایل است سینا پسرِ بزرگ‌ترش، به اتریش رفته و نمایندگی پخش چای پدر را در آنجا به عهده بگیرد. سینا که در دانشگاه مردود شده، آمادهٔ رفتن است. اما بیشتر دوست دارد نزدِ برادرش ساسان، به آلمان رفته و در آنجا کلوپی ورزشی دایر کند. جلال برادرزادهٔ عبدالحسین‌خان، از رشت به تهران می‌آید. او که در یک سالِ گذشته با کار در مکانیکی، کمک‌خرجِ خانوادهٔ فقیرش بوده، حالا با رتبهٔ اول معماری در دانشگاه قبول شده است. عمو می‌پذیرد تا آماده شدن خوابگاه، جلال در آنجا بماند.
دو: یک ماه از حضور جلال در آن خانه گذشته است. سینا به همراه دختر خاله‌اش ساناز، قصدِ رفتن به گردش را دارند که سیامک، خبرِ پنچری لاستیک ماشین را می‌آورد. جلال، لاستیک ماشین را تعویض می‌کند. ساناز که از برخورد توهین‌آمیزِ سینا رنجیده، او را سرزنش می‌کند. اما به اعتقاد سینا، جلال باید در ازای محبت‌های آن‌ها کار کند، همان‌طور که ساناز کارهای خانهٔ خاله را می‌کند. شمسی از سینا و ساناز می‌خواهد تا تصمیمشان را در مورد ازدواج، قطعی کرده و زودتر راهی شوند. درحالی‌که شمسی و سینا با توهین‌هایشان به جلال، از بودنش ناراضی هستند؛ عبدالحسین‌خان به‌خاطر جبران بدی‌هایی که در حق پدرِ جلال کرده، نمی‌خواهد پسرش در آنجا احساس غربت کند.
سه: به‌خاطر اعتصابات مدارس و دانشگاه‌ها، سیامک و جلال در خانه‌اند. عبدالحسین‌خان و شمسی برای خواستگاری ساناز به خانهٔ آن‌ها رفته‌اند. ساناز به مناسبت تولّد سیامک برایشان کیک خریده. سینا از پیست اسکی بازمی‌گردد و از حضور ساناز در آنجا که نه در خانهٔ خودشان بوده و نه با خودش، دلگیر شده، از ساناز می‌خواهد تا مشخص‌شدنِ تکلیفشان به خانهٔ آن‌ها نیاید. زمانی که جلال برای خرید نفت رفته، سینا از تلفن‌های مشکوک او، به پدر خبر می‌دهد. عبدالحسین‌خان با پرداخت پولی به جلال از او می‌خواهد به رشت بازگردد. جلال که با کارِ ترجمه درآمدی دارد، نمی‌پذیرد. جلال را از اتاقِ سینا خارج کرده و انباری را در اختیارش می‌گذارند.
چهار: سیامک که مایل به هم‌صحبتی با جلال است، از او می‌خواهد به بهانه‌ای گاه‌وبی‌گاه، نزدش به انباری رود. ساناز دو هفته است به خانهٔ آن‌ها نیامده و فردا روز حرکتِ ساناز و سیناست. سینا که مست کرده به جلال حمله می‌کند. عبدالحسین‌خان آشفته وارد شده و جلال را به‌خاطر مخفی‌کردن مردی زخمی در انباری، توبیخ می‌کند. مردِ زخمی، دانشجویی شهرستانی است که در درگیری‌ها تیرخورده است. جلال باید پس از بردنِ او، خانهٔ عمو را ترک کند. به‌خاطر رفتنِ سینا و ساناز جشن کوچکی گرفته‌اند. حکومت‌نظامی است و شمسی که نگرانِ ناامنی خیابان‌هاست، می‌خواهد کسی دنبال ساناز برود. هیچ‌کس نمی‌پذیرد. جلال می‌رود. سینا به پدر و مادرش می‌گوید که ساناز به‌خاطر حمایت از خانواده‌اش که محتاج کمک‌های مالی عبدالحسین‌خان هستند به ازدواج با او رضایت داده. جلال و ساناز پس از تأخیری نگران‌کننده، می‌رسند. ساناز که زخمی شده، از تعقیب سربازها و شلیک گلوله به سمت آن‌ها می‌گرید. سینا، متنفر از جلال که خود را در پناهِ ساناز مخفی کرده، او را می‌زند. حینِ زدن متوجه می‌شود که جلال تیرخورده. با فریادِ «خون!» همه بالای سرِ جلال می‌رسند. جلال می‌میرد.